# St. Peter, Šentjurij ob Dolgem jezeru
St. Peter je naselje v Občini Šentjurij ob Dolgem jezeru v Okraju Šentvid ob Glini na Koroškem v Avstriji.